# Cervinae
I Cervini (Cervinae Goldfuss, 1820) sono una delle tre sottofamiglie in cui viene suddivisa la famiglia dei Cervidi.

## Descrizione
Esclusivi del Vecchio Mondo, ad eccezione del vapiti che dalla Beringia è migrato in Nord America,  i Cervini hanno il piede posteriore con struttura «plesiometarcarpale»; la rosetta su cui poggiano le corna è schiacciata, mentre le corna stesse sono lunghe e ramificate; il capo ha una lunghezza variabile; il rinario è glabro e sottile. Gli occhi sono di media grandezza, il collo può essere corto o avere lunghezza media; il tronco ha una struttura variabile da tozza a snella; le zampe possono essere corte e tozze, lunghe e snelle; la coda presenta anch'essa un aspetto vario e può essere corta e glabra, oppure lunga e terminante a ciuffo. Hanno 32-34 denti.

## Specie odierne
I Cervini, suddivisi in due tribù, comprendono 31 specie raggruppate in 9 generi:
Tribù Cervini
- Genere Axis C. H. Smith, 1827
  - Axis axis (Erxleben, 1777) - cervo pomellato
  - Axis calamianensis (Heude, 1888) - cervo porcino delle Calamian
  - Axis kuhlii (Temminck, 1836) - cervo porcino di Bawean
  - Axis porcinus (Zimmermann, 1780) - cervo porcino

- Genere Cervus Linnaeus, 1758
  - Cervus elaphus Linnaeus, 1758 - cervo nobile
  - Cervus nippon Temminck, 1838 - sika

- Genere Dama Frisch, 1775
  - Dama dama (Linnaeus, 1758) - daino
  - Dama mesopotamica (Brooke, 1875) - daino della Mesopotamia

- Genere Elaphurus Milne-Edwards, 1866
  - Elaphurus davidianus Milne-Edwards, 1866 - cervo di padre David

- Genere Przewalskium Flerov, 1930
  - Przewalskium albirostris (Przewalski, 1883) - cervo a labbra bianche

- Genere Rucervus Hodgson, 1838
  - Rucervus duvaucelii (G. Cuvier, 1823) - barasinga
  - Rucervus eldii (M'Clelland, 1842) - tameng
  - Rucervus schomburgki (Blyth, 1863) - cervo di Schomburgk †

- Genere Rusa C. H. Smith, 1827
  - Rusa alfredi Sclater, 1870 - cervo macchiato delle Visayan
  - Rusa marianna (Desmarest, 1822) - sambar delle Filippine
  - Rusa timorensis (de Blainville, 1822) - sambar della Sonda
  - Rusa unicolor (Kerr, 1792) - sambar

Tribù Muntiacini
- Genere Elaphodus Milne-Edwards, 1872
  - Elaphodus cephalophus Milne-Edwards, 1872 - elafodo cefalofo

- Genere Muntiacus Rafinesque, 1815
  - Muntiacus atherodes Groves e Grubb, 1982 - muntjak giallo del Borneo
  - Muntiacus crinifrons (Sclater, 1885) - muntjak nero
  - Muntiacus feae (Thomas e Doria, 1889) - muntjak di Tenasserim
  - Muntiacus gongshanensis Ma in Ma, Wang e Shi, 1990 - muntjak dei Gongshan
  - Muntiacus montanus Robinson e Kloss, 1918 - muntjak di Sumatra
  - Muntiacus muntjak (Zimmermann, 1780) - muntjak comune meridionale
  - Muntiacus puhoatensis Trai in Binh Chau, 1997 - muntjak del Pu Hoat
  - Muntiacus putaoensis Amato, Egan e Rabinowitz, 1999 - muntjak foglia
  - Muntiacus reevesi (Ogilby, 1839) - muntjak della Cina
  - Muntiacus rooseveltorum Osgood, 1932 - muntjak dei Rooselvelt
  - Muntiacus truongsonensis (Giao, Tuoc, Dung, Wikramanayake, Amato, Arctander e Mackinnon, 1997) - muntjak dei Truong Son
  - Muntiacus vaginalis (Boddaert, 1785) - muntjak comune settentrionale
  - Muntiacus vuquangensis (Do Tuoc, Vu Van Dung, Dawson, Arctander e Mackinnon, 1994) - muntjak gigante